# Kafalkot
Kafalkot – gaun wikas samiti w zachodniej części Nepalu w strefie Bheri w dystrykcie Surkhet. Według nepalskiego spisu powszechnego z 2001 roku liczył on 550 gospodarstw domowych i 3563 mieszkańców (1756 kobiet i 1807 mężczyzn).